# 30 Arietis
30 Arietis è un sistema stellare di sesta magnitudine situato nella costellazione dell'Ariete. Dista 133 anni luce dal sistema solare. 30 Arietis A e B costituiscono una binaria visuale e sono distanziate tra loro di 38,1 secondi d'arco, che nella realtà si traducono in quasi 1700 UA, con un periodo orbitale di oltre 30 000 anni. Al 2015, 30 Arietis B è conosciuta come anch'essa binaria, dopo la scoperta di una nuova componente nell'aprile dello stesso anno. Nel 2009 era stato scoperto un oggetto che pareva essere un pianeta, tuttavia studi del 2020 hanno mostrato che si tratta di un'ulteriore componente stellare, rendendo il sistema quintuplo.

## Osservazione
Si tratta di una stella situata nell'emisfero celeste boreale; grazie alla sua posizione non fortemente boreale, può essere osservata dalla gran parte delle regioni della Terra, sebbene gli osservatori dell'emisfero nord siano più avvantaggiati. Nei pressi del circolo polare artico appare circumpolare, mentre resta sempre invisibile solo in prossimità dell'Antartide. Essendo di sesta magnitudine difficilmente la si può scorgere ad occhio nudo, ma è comunque sufficiente anche un binocolo di piccole dimensioni, a patto di avere a disposizione un cielo buio.
Il periodo migliore per la sua osservazione nel cielo serale ricade nei mesi compresi fra settembre e febbraio; da entrambi gli emisferi il periodo di visibilità rimane indicativamente lo stesso, grazie alla posizione della stella non lontana dall'equatore celeste.

## Caratteristiche fisiche

### 30 Arietis A
30 Arietis A è una binaria spettroscopica con un periodo orbitale di 1,1 giorni.
La stella principale è una gigante bianco-gialla; possiede una magnitudine assoluta di 3,46 e la sua velocità radiale positiva indica che la stella si sta allontanando dal sistema solare. La secondaria invece, con una massa di 0,14 M⊙ è invece una piccola e debole nana rossa.

### 30 Arietis B-C
30 Arietis B, anch'essa binaria, è costituita da una stella bianco-gialla di sequenza principale, leggermente più massiccia e luminosa del Sole e possiede una magnitudine assoluta di 4,11. La compagna, denominata C e scoperta nel 2015, ha una massa che è la metà di quella del Sole e ruota attorno alla principale in circa 80 anni alla distanza di 22 UA
Il 27 settembre 2009 era stata annunciata la scoperta di un pianeta massiccio attorno a B, 30 Arietis Bb, avente una massa almeno una decina di volte quella di Giove e orbitante a circa 1 UA dalla propria stella in un periodo di 335 giorni.. Nel 2020 è stata misurata l'inclinazione del presunto pianeta, che è risultata essere di solo 4,14°+0,96°
−0,90°, e di conseguenza la massa dell'oggetto essere di 147+41
−29 MJ, ossia quella di piccola stella nana rossa. Per distinguerla da C, la componente più lontana, è stata mantenuta la denominazione Bb per questa componente.
In definitiva, 30 Arietis risulta essere un sistema formato da cinque stelle, Aa, Ab, Ba, Bb e C.